# Peter Marshall
Peter Marshall (Escócia, 27 de maio de 1902 - Estados Unidos, 26 de Janeiro de 1949) foi um pastor presbiteriano e líder religioso estadunidense.
Imigrou para Ellis Island, em New York, nos Estados Unidos, em 1927.